# Vellachtalbahn
| Streckenlänge: | 17,5 km                 |                                              |                                              |
| Spurweite: | 760 mm (Bosnische Spur) |                                              |                                              |
| |                         |                                              |                                              |
| \| \| 0,0 \| Völkermarkt-Kühnsdorf \| 441 m ü. A. \| \| \| \| Übergang von der Strecke Klagenfurt–Bleiburg \| \| \| \| 4,0 \| Eberndorf \| Eberndorf \| \| \| 5,7 \| Gösselsdorf \| Gösselsdorf \| \| \| 9,6 \| Sittersdorf \| Sittersdorf \| \| \| 11,1 \| Miklauzhof Kreuzungsbahnhof \| 477 m ü. A. \| \| \| 14,1 \| Rechberg \| 506 m ü. A. \| \| \| 17,5 \| Eisenkappel \| 546 m ü. A. \| |                         |                                              |                                              |
| Kopfbahnhof Streckenanfang (Strecke außer Betrieb) | 0,0                     | Völkermarkt-Kühnsdorf                        | 441 m ü. A.                                  |
| Strecke (außer Betrieb) |                         | Übergang von der Strecke Klagenfurt–Bleiburg | Übergang von der Strecke Klagenfurt–Bleiburg |
| Bahnhof (Strecke außer Betrieb) | 4,0                     | Eberndorf                                    | Eberndorf                                    |
| Bahnhof (Strecke außer Betrieb) | 5,7                     | Gösselsdorf                                  | Gösselsdorf                                  |
| Bahnhof (Strecke außer Betrieb) | 9,6                     | Sittersdorf                                  | Sittersdorf                                  |
| Bahnhof (Strecke außer Betrieb) | 11,1                    | Miklauzhof Kreuzungsbahnhof                  | 477 m ü. A.                                  |
| Bahnhof (Strecke außer Betrieb) | 14,1                    | Rechberg                                     | 506 m ü. A.                                  |
| Kopfbahnhof Streckenende (Strecke außer Betrieb) | 17,5                    | Eisenkappel                                  | 546 m ü. A.                                  |

Die Vellachtalbahn (im lokalen Volksmund auch Vike genannt) war eine zuletzt von den ÖBB betriebene Schmalspurbahn mit 760 mm Spurweite in Kärnten.

## Geschichte

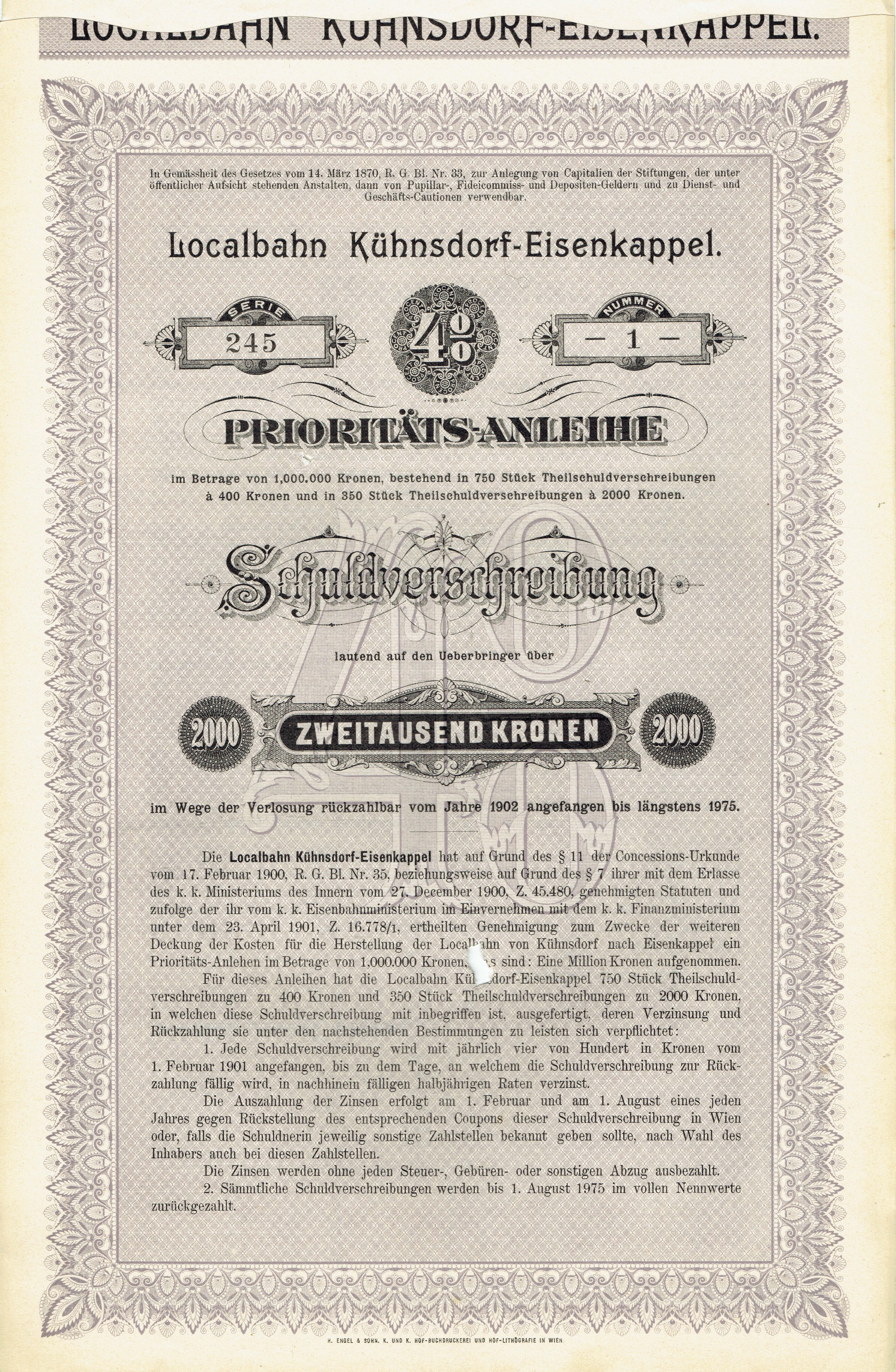
Prioritäts-Anleihe der Localbahn Kühnsdorf-Eisenkappel vom 15. Mai 1901

Nach Fertigstellung der Kärntner Bahn, einer Flügelstrecke der k.k. Südbahn von Marburg (heute Maribor) nach Villach, war man zu Ende des 19. Jahrhunderts bestrebt, auch Regionen und Täler abseits der Hauptlinien an das Schienennetz anzuschließen. 1894 wurde eine Vorkonzession für eine schmalspurige Bahnverbindung von Kühnsdorf bei Völkermarkt ins Vellachtal erteilt, ein Jahr später wurde eine weitere Vorkonzession für eine von Kühnsdorf in nördliche Richtung führende Bahn nach Brückl erteilt.
Am 17. Februar 1900 wurde die endgültige Konzession für eine schmalspurige Lokalbahn von Kühnsdorf nach Eisenkappel erteilt 1901 wurde die „Aktiengesellschaft Kühnsdorf-Eisenkappel“ gegründet und im selben Jahr der Fertigstellungstermin der Lokalbahn bis 1. November 1902 erstreckt. Die 17,7 km lange Schmalspurbahn wurde am 5. Oktober 1902 eröffnet. Mit der Betriebsführung wurden zunächst die k.k. österreichischen Staatsbahnen, ab 5. Mai 1903 die k.k. priv. Südbahn-Gesellschaft beauftragt. Das Projekt der nördlichen Strecke wurde aus wirtschaftlichen Überlegungen nicht weiter verfolgt.
Die Bahn wurde zunächst mit zwei Lokomotiven der Reihe T (später ÖBB 198) betrieben. Während der Personenverkehr eher bescheiden blieb – der Bahnhof Völkermarkt-Kühnsdorf an der Südbahn war etwa sechs Kilometer außerhalb der Stadt gelegen – entwickelte sich der Güterverkehr vor allem wegen des Zellstoffwerkes in Rechberg und eines Sägewerkes in Eisenkappel positiv. Im Ersten Weltkrieg musste eine der beiden Lokomotiven für Kriegsdienste abgegeben werden, Ersatz kam nach dem Krieg durch eine Lok der Reihe U. 1924 wurde die schwere Güterzuglok Kh.1 (ÖBB 499) geliefert.
Dennoch war schon von 1915 an ein wirtschaftlicher Abgang zu verzeichnen, so dass die Gesellschaft letztendlich 1931 liquidiert wurde. Die Bahn ging in den Besitz der Bundesbahnen BBÖ über.
Während des Zweiten Weltkriegs waren zwei Lokomotiven der sächsischen Reihe VI K auf der Vellachtalbahn stationiert, für einen tatsächlichen Einsatz der Lokomotiven existieren jedoch keine Belege. Nach dem Krieg kamen als Ersatz für die altersschwache Reihe T einige ehemalige Heeresfeldbahnlokomotiven, die die ÖBB als Reihe 699 in ihr Nummernschema einreihten, zum Einsatz. Ebenso versahen Lokomotiven der Reihen 199 und 399 Dienst auf der Vellachtalbahn. Bis auf eine einzelne Rangierlokomotive in Kühnsdorf und eine Werkslok der Zellstofffabrik, beide ehemalige Heeresfeldbahn-Dieselloks der Type HF 130 C, standen auf der Vellachtalbahn keine Diesellokomotiven im Einsatz.
Nach dem Zweiten Weltkrieg war die Bahn bei den Einheimischen unter dem Namen „Vike“ (sprich: „Fiike“) bekannt. Der Name rührt wahrscheinlich von einem Lokführer oder Zugbegleiter mit Namen Viktor her. Eine andere Erklärung liefert die Inschrift „V.K.E“ (für Völkermarkt-Kühnsdorf–Eisenkappel) auf den Grenzsteinen entlang der Bahn, welche verballhornt worden sein könnte. Auch heute wird, wenn von der alten Vellachtalbahn gesprochen wird, sehr häufig der Spitzname genannt.
Die zunehmende Konkurrenz des Straßenverkehrs in der Nachkriegszeit führte zu einem stetigen Rückgang im Personenverkehr, so dass die zuständige Bundesbahndirektion in Villach bestrebt war, zumindest den Personenverkehr auf der Schmalspurbahn einzustellen. Am 16. Jänner 1965 entgleiste ein Zug in Rechberg, nachdem er auf die Schneemassen einer Dachlawine von einem Gebäude der Fabrik aufgefahren war. Dieser vergleichsweise harmlose Zwischenfall wurde zum Anlass genommen, aus Sicherheitsgründen den Personenverkehr auf der gesamten Strecke und den Abschnitt Rechberg – Eisenkappel vollständig einzustellen. Dieser Abschnitt wurde 1968 abgetragen.
Der Güterverkehr bis Rechberg blieb vorerst in vollem Umfang bestehen. Besonders die Transporte von Chlorgas für das Zellstoffwerk durften vorerst nicht auf der Straße durchgeführt werden und sicherten den Bestand der Bahn noch für einige Jahre, wenngleich auch keine Investitionen mehr erfolgten und die Höchstgeschwindigkeit wegen Oberbaumängeln stellenweise auf 10 km/h herabgesetzt werden musste. Bis 1971 war der Ausbau der Straße soweit abgeschlossen, dass auch die Transporte für das Zellstoffwerk auf ihr abgewickelt werden konnten und der Bahnverkehr komplett eingestellt wurde. Die Vellachtalbahn war damit die erste Schmalspurstrecke der ÖBB, die vollständig eingestellt wurde. Nachdem Bemühungen des Vereins der Kärntner Eisenbahnfreunde um eine Museumsbahn gescheitert waren, wurde die Strecke noch 1971 abgetragen. Die Lokomotive 699.103, die die Abbauzüge führte, blieb als einzige im Bestand der ÖBB und wurde als Güterzuglok auf die Steyrtalbahn versetzt, die anderen wurden ausgemustert.